# Aquilegia maimanica
Aquilegia maimanica är en ranunkelväxtart som beskrevs av K.H. Rechinger. Aquilegia maimanica ingår i släktet aklejor, och familjen ranunkelväxter. Inga underarter finns listade i Catalogue of Life.